# 美国心理学期刊
《美国心理学期刊》（英語：American Journal of Psychology）是第一个英文单以实验心理学为主的期刊， (由 Mind在1876所被创建，虽然此期刊之前也发表过一些实验心理学的文章）。美国心理学期刊在1887年由約翰·霍普金斯大學的心理学家斯坦利·霍爾所创建。这个期刊发表了一些最具有突破性以及具有大量资料的心理学文章。美国心理学期刊调查了行为以及头脑的运作原理。它的发表由心理学的实验，理论报告，并且融合了理论以及实验分析。它是由独创的调查所组成，编写过程中运用了大量的历史调查和详细的指明书籍检查。